# Ibach
Ibach è un comune tedesco di 347 abitanti,, situato nel land del Baden-Württemberg.